# Daniele Viotti
Daniele Viotti (ur. 8 marca 1974 w Alessandrii) – włoski polityk, działacz na rzecz LGBT, samorządowiec, deputowany do Parlamentu Europejskiego VIII kadencji.

## Życiorys
Ukończył nauki polityczne na Uniwersytecie Wschodniego Piemontu „Amedeo Avogadro”. Zaangażował się w działalność społeczną, m.in. współtworzył stowarzyszenie Quore zajmujące się organizowaniem inicjatyw przeciwko homofobii i na rzecz środowisk LGBT. Został członkiem organizacji młodzieżowej Demokratów Lewicy, a w 2007 przystąpił do wówczas powołanej Partii Demokratycznej. Pełnił funkcję radnego swojej rodzinnej miejscowości. W 2014 z ramienia PD został wybrany na eurodeputowanego.